# Alexander Logie du Toit
Alexander Logie du Toit FRS 14 de marzo de 1878 – 25 de febrero de 1948) fue un geólogo sudafricano, y uno de los primeros de sostener la teoría de Alfred Wegener sobre la deriva continental.

## Semblanza
Originario de Newlands, Ciudad del Cabo, fue educado en el Diocesan College en Rondebosch y en la Universidad de Cabo de Buena Esperanza. Alentado por su abuelo, el Capitán Alexander Logie, en 1899, se graduó en ingeniería de minas por la Royal Technical College en Glasgow. Luego de un corto periodo estudiando geología en el Real Colegio de Ciencia en Londres, retornó a Glasgow para enseñar geología, minería y prospección en la Universidad de Glasgow y en el Royal Technical College.
En 1903, du Toit fue nombrado geólogo de la Comisión Geológica del Cabo de Buena Esperanza, y comenzó a desarrollar un amplio conocimiento de la geología del sur de África mediante la cartografía de una gran parte de Karoo y sus intrusiones de dolerita, publicando numerosos artículos sobre tales temas. Posteriormente cartografió todo el Sistema Karoo a través de la estratigrafía completa de tillitas de Dwyka al basalto de Drakensberg. Trabajó a un ritmo frenético, y era conocido por su esmerada minuciosidad. Eso se refleja en su libro "Our Wandering Continents". Todavía mantiene la lectura por su creativa y estrechamente sostenido tesis a la luz de la geología del día, y consistente con los principios modernos de la tectónica de placas.
En 1920, se unió al Departamento de Riego Unión, como geólogo hidráulico, y en 1927 se convirtió en jefe geólogo consultor para De Beers Consolidated Mines, cargo que ocupó hasta su jubilación en 1941.
En 1923, recibió fondos de investigación del Instituto Carnegie de Washington, y usó eso para viajar a América del Sur para estudiar la geología de Argentina, Paraguay, Brasil. Como se desprende de sus declaraciones en "Our Wandering Continents", él no había solicitado tal apoyo de la expedición, y poniendo a prueba sus predicciones de correspondencias entre la geología de los dos continentes. Fue capaz de demostrar y seguir la continuación prevista de las características específicas ya documentados en el sur de África, con el continente sudamericano. A pesar de que tal vez podría parecer menos impresionante para los profanos, para el geólogo esa evidencia fue mucho más convincente que cualquier discutible adaptación a posteriori, de las plataformas continentales.
A la luz de sus investigaciones du Toit publicó una revisión de la evidencia estratigráficas y de radioisótopo de esas regiones que soportaron las ideas de Alfred Wegener, A Geological Comparison of South America with South Africa (1927). Su más conocida publicación, Our Wandering Continents (1937), expandió y mejoró esa obra, y, saliendo un poco de Wegener, propuso dos originales supercontinentes separados por el Océano Tetis: Laurasia al norte del ecuador y Gondwana entre el hemisferio sur y el polo sur.

## Honores
- 1933, Medalla Murchison por la Geological Society of London
- 1943 miembro de la Royal Society
- 1949, un año luego de su deceso, la Geological Society of South Africa inauguró una serie de conferencias bienales en su honor, que continúa hasta nuestros días.[4]

## Eponimia
- 1973, un astroblema de 75 km en Marte (71.8°S, 49.7°W) fue nombrada "Du Toit" en reconocimiento por su obra.[5][6]
- (Resedaceae) Reseda dutoitii Sennen & Mauricio[7]

## Algunas publicaciones
- du Toit, A.L. (1926) The Geology of South Africa, Oliver & Boyd, Londres
- du Toit, A.L., Reed, F.R.C. (1927) A Geological Comparison of South America with South Africa, Carnegie Institution of Washington, Washington
- du Toit, A.L. (1937) Our Wandering Continents; An Hypothesis of Continental Drifting, Oliver & Boyd, Londres

- La abreviatura «A.L.du Toit» se emplea para indicar a Alexander Logie du Toit como autoridad en la descripción y clasificación científica de los vegetales.[8]